# Брилинці
Брилинці (пол. Brylińce) — розташоване на Закерзонні село в Польщі, у гміні Красичин Перемишльського повіту Підкарпатського воєводства.
Населення — 165 осіб (2011).

## Географія
Село розташоване на відстані 6 кілометрів на південь від центру гміни села Красічина, 11 кілометрів на південний захід від центру повіту міста Перемишля і 60 кілометрів на південний схід від центру воєводства — міста Ряшіва.

## Назва
В ході кампанії ліквідації українських назв Брилинці в 1977—1981 рр. називалися Томчикув (пол. Tomczyków).

## Історія
13 березня 1415 р. староста Руської землі Іван Сримський провів розмежування земель між Кописном і Брилинцями. 6 березня 1508 р. король Сигізмунд I Старий видав документ на закріпачення Брилинців за волоським правом.
За королівською люстрацією 1589 р. село входило до складу Перемишльської землі Руського воєводства.
У 1880 р. Брилинці належали до Перемишльського повіту Королівства Галичини та Володимирії Австро-Угорської імперії, у селі було 589 жителів (522 греко-католики, 52 римо-католики і 15 юдеїв).
У 1939 році в селі проживало 940 мешканців, з них 920 українців, 15 поляків, 5 євреїв. Село входило до об'єднаної сільської ґміни Ольшани Перемишльського повіту Львівського воєводства.
Наприкінці вересня 1939 р. село зайняла Червона армія. 27.11.1939 постановою Президії Верховної Ради УРСР село у складі повіту включене до новоутвореної Дрогобицької області. В червні 1941, з початком Радянсько-німецької війни, село було окуповане німцями. В липні 1944 року радянські війська оволоділи селом, а в березні 1945 року село зі складу Дрогобицької області передано Польщі. Українців добровільно-примусово виселяли в СРСР. Решту українців у 1947 р. під етнічну чистку під час проведення Операції «Вісла» було депортовано на понімецькі землі у західній та північній частині польської держави. В село заселено поляків.
У 1975-1998 роках село належало до Перемишльського воєводства.

## Церква
У 1929 р. на місці попередньої мурованої у 1883 р. і зруйнованої під час війни українці збудували нову греко-католицьку церкву св. Василя Великого. До їх депортації була філіяльною церквою, яка належала до парафії Тисова Перемиського деканату Перемишльської єпархії, надалі перетворена на костел.

## Демографія
Демографічна структура станом на 31 березня 2011 року:
|          | Загалом | Допрацездатний вік | Працездатний вік | Постпрацездатний вік |
| -------- | ------- | ------------------ | ---------------- | -------------------- |
| Чоловіки | 90      | 17                 | 58               | 15                   |
| Жінки    | 75      | 15                 | 28               | 32                   |
| Разом    | 165     | 32                 | 86               | 47                   |